# Gavage des oies et des canards
Pour les articles homonymes, voir Gaver.
Le gavage des oies et des canards est une technique d'élevage qui consiste à engraisser des animaux par une alimentation calorique et surabondante. Pratiquée depuis l'Égypte ancienne, elle est encore utilisée de nos jours dans le but de produire du magret, du confit et du foie gras.
Cette pratique, parfois controversée notamment par ceux qui dénoncent les effets du gavage sur le bien-être des oiseaux, est interdite dans plusieurs pays. Des tentatives sont faites pour produire les mêmes produits par des techniques alternatives qui restent coûteuses et peu communes.

## Historique

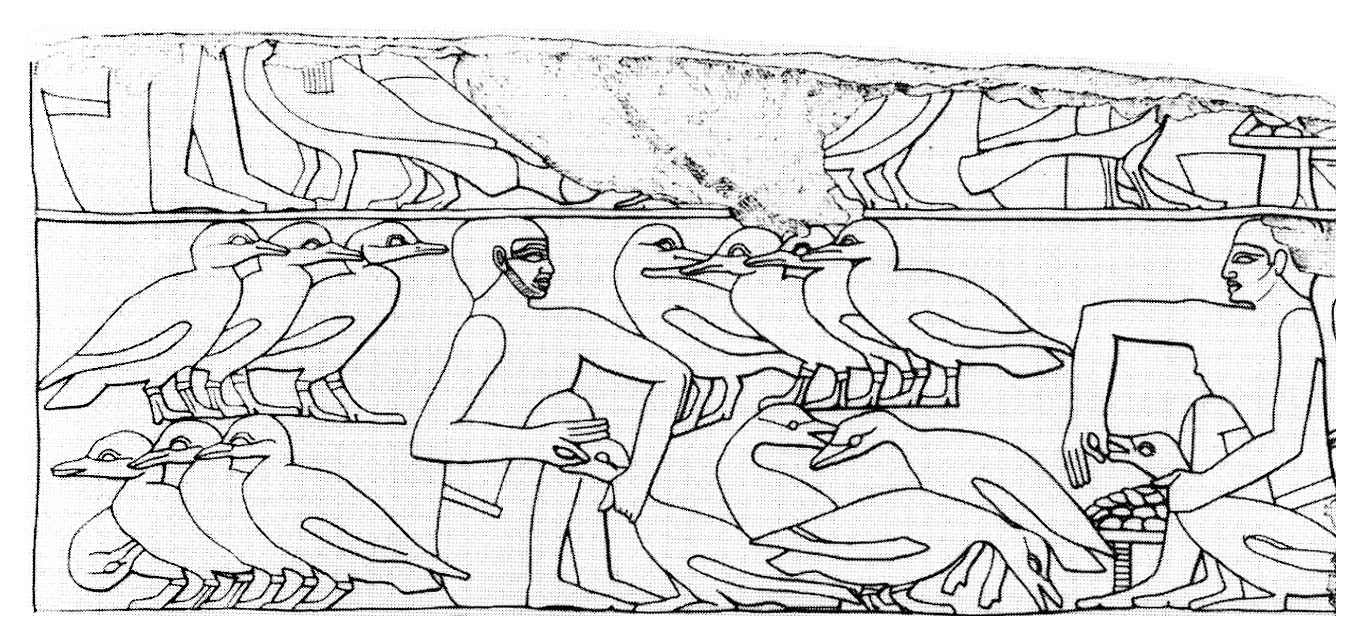
Bas relief d'une nécropole égyptienne montrant le gavage des oies.

Dans l'Égypte ancienne (fresques de tombes vieilles de 4 500 ans à Saqqarah), les Égyptiens gavaient plusieurs espèces d'oiseaux palmipèdes, dont des oies, à l'aide d'une pâte à pain bouillie. Ce gavage était destiné à obtenir des animaux bien gras, qui étaient ensuite rôtis sur un brasier de plein air. Les abats (cœur, gésier et foie) étaient selon les données connues replacés dans le corps des volatiles. Plus tard la pratique s'étendit dans toute la région méditerranéenne. Le poète grec Cratinos l'évoque au Ve siècle av. J.-C.
La pratique s'est poursuivie sous l'Empire romain. Pline l'Ancien évoque le gavage d'oies à l'aide de figues séchées, alors que Caton l'Ancien décrit le gavage des poules et des oies avec des pâtons de fleurs de farine humidifiés. Au IVe siècle, le De re coquinaria d’Apicius donne sa première recette de foie gras. Le foie produit s'appelait Jecur ficatum que l'on traduit littéralement par « foie aux figues ». Les anciens ne conservèrent que le terme ficatum ou figue pour sa dénomination, ce qui donna la forme figido au VIIIe siècle, puis fedie, feie au XIIe et finalement « foie ». Cette racine se retrouve dans les langues romanes, comme le français, italien, portugais, espagnol et le roumain.
La pratique s'est perpétuée après la chute de l'Empire romain en Europe centrale, dans les communautés juives[réf. souhaitée]. Les juifs utilisaient fréquemment la graisse d'oie pour la cuisson, car le beurre avec la viande et le saindoux leur étaient interdits. De plus, les huiles d'olive et de sésame étaient difficiles à obtenir en Europe centrale et de l'ouest.
Le maïs étant originaire d'Amérique centrale, le gavage au maïs est arrivé tardivement. Le gavage aux figues n'est plus pratiqué.

## Mécanisme biologique
La technique du gavage tire parti d'un mécanisme métabolique qui, avant la migration ou en prévision de disette alimentaire, pousse les oiseaux à accumuler le plus de graisse possible. Le foie sert ainsi de réserve énergétique sous forme de glycogène.
Cependant, selon quelques ornithologues spécialistes des oiseaux migrateurs comme M. Alain Tamisier (Centre d’écologie fonctionnelle et évolutive, CNRS, Montpellier), une autre explication est possible : chez les migrateurs tels que le canard col-vert et l’oie sauvage, l'accumulation d’énergie sous forme de graisses, si elle est présente en faible quantité « autour » des viscères dont le foie, se fait essentiellement sous la peau, et principalement au niveau de la poitrine, assurant ainsi une protection contre le froid, une distribution équilibrée de la surcharge pondérale, et une utilisation rapide des réserves énergétiques par les muscles lors du vol.
Le canard d’élevage le plus fréquemment gavé est le « mulard », issu du croisement d'un canard de Barbarie (non migrateur) et d'une cane domestique. Il présente le caractère génétique non migratoire du mâle, et ne développerait donc pas d'accumulation de graisses en vue d'une migration. Mais comme tout animal a plus ou moins la faculté d'emmagasiner en vue d'un manque de nourriture prolongé, cette fonction reste bien présente pour cet oiseau et est encouragée par la sélection, mais surtout le mode d'élevage.

## Le gavage

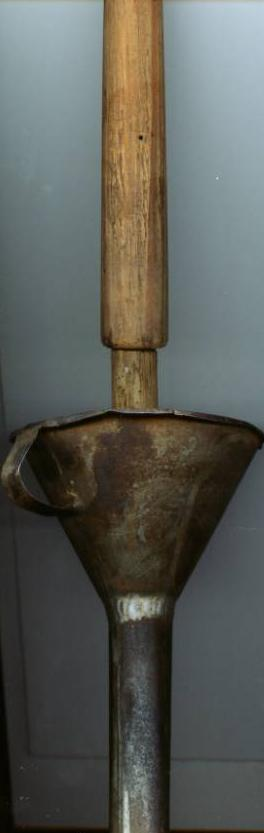
Poussoir et entonnoir traditionnel à embucquer.

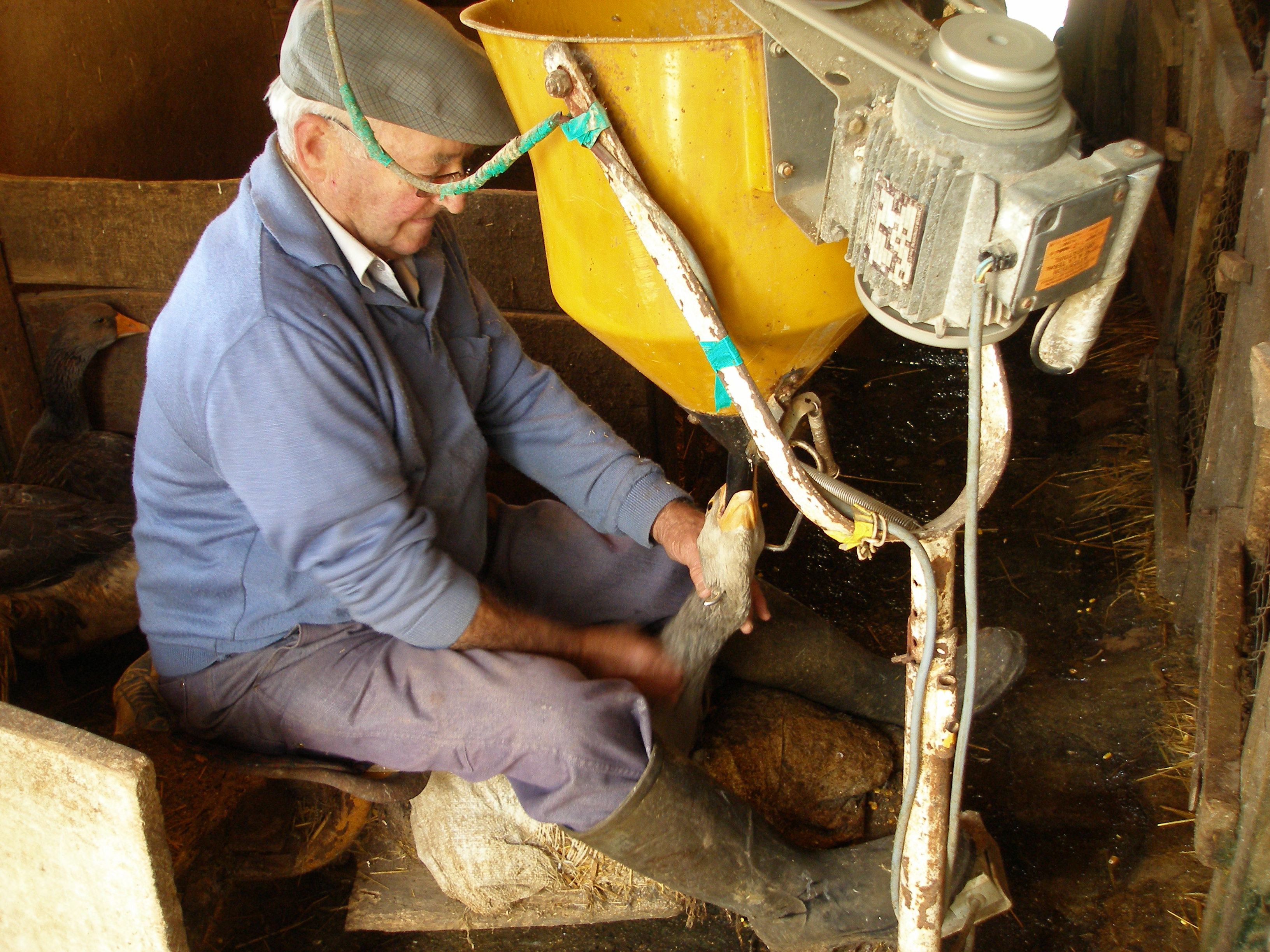
Gavage mécanique et artisanal d'une oie.

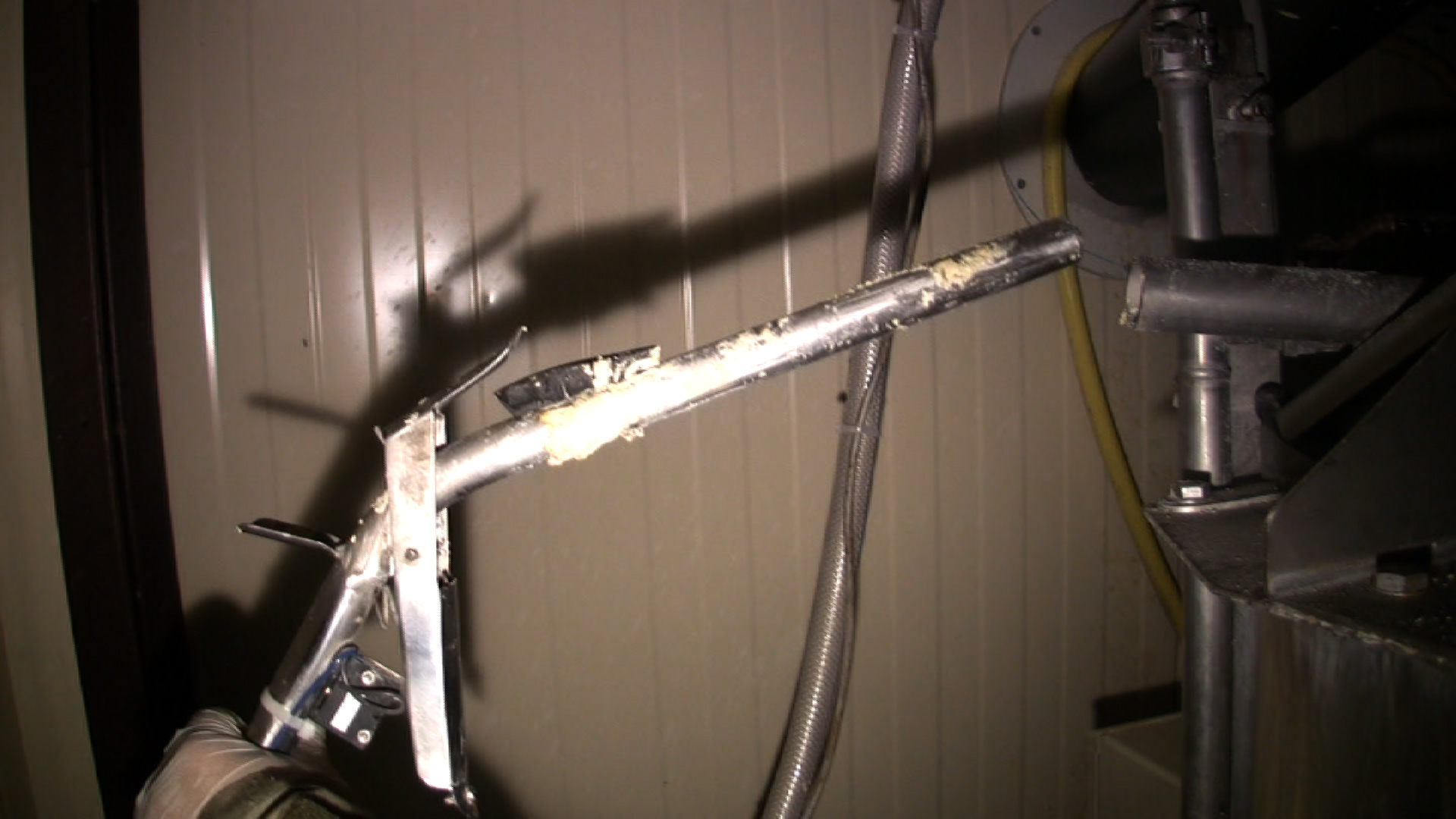
Embuc utilisé pour le gavage pneumatique industriel des canards.

Les oiseaux ne mâchent pas leur nourriture et ont un gosier très élastique qui leur permet d'en stocker de grandes quantités dans le jabot, où ces aliments attendent d'être digérés dans l'estomac (un poisson entier, par exemple).
Les oies et canards destinés à la production de foie gras sont d'abord nourris d'herbe, qui durcit l'œsophage, puis d'un régime à base d'amidon qui amène le foie à la moitié de sa taille finale. Enfin vient la finition d'engraissement, lors de laquelle on enfonce la nourriture, du maïs essentiellement, à l'aide d'un tube de 25 cm dans la gorge de l'animal, à raison de deux repas quotidiens pour les canards et de trois pour les oies. La période de gave se déroule sur deux à quatre semaines, au cours desquels le grammage des prises augmente graduellement et le foie peut atteindre jusqu’à dix fois sa taille habituelle. Les animaux sont ensuite conduits à l’abattoir pour y être tués, pour la production de foies gras ou autres produits de gastronomie.
Jusque dans les années 1920-1930, on utilisait un gorgeoir constitué d'un simple entonnoir avec un tuyau assez long et une tige de bois dont la forme permettait de pousser les grains de maïs vers l'estomac. Le corps de l'animal étant tenu entre les jambes de l'éleveur pour éviter qu'il ne gigote. On ajoutait au maïs, de temps en temps, de l'eau pour en faciliter la digestion.
Après 1930, les gavoirs à manivelle et vis sans fin, plus efficaces, plus rapides, plus pratiques ont majoritairement éliminé l'entonnoir simple.
De nos jours, les gaveuses sont munies d'un mécanisme électrique (soit un vis sans fin, soit un système pneumatique), ce qui rend le gavage beaucoup plus rapide; en effet, les préposés au gavage devaient posséder un tour de main pour apprivoiser l'animal, l'amadouer, obtenir une forme de coopération passive sans laquelle l'agitation et le stress auraient conduit à des blessures de l’œsophage, à un rendement amoindri et à une absence de résultat satisfaisant.

## Les alternatives au gavage
L'article 24 des recommandations concernant les hybrides de canards de Barbarie du Comité Permanent de la Convention européenne sur la protection des animaux dans les élevages, précise que « Les pays autorisant la production de foie gras doivent encourager les études portant sur les aspects de bien-être et la recherche de méthodes alternatives n'impliquant pas la prise forcée d'aliments ».
Des éleveurs, comme en France, en Espagne,, au Québec, et aux États-Unis,, tout en pratiquant un élevage en semi-liberté, ont mis au point des techniques alternatives élaborées qui leur permettent de produire et de commercialiser un foie plus gras que le foie naturel, obtenu sans gavage, par un système d'engraissement libre. Ces techniques, considérées comme « éthiques »,, tirent parti de la « gourmandise » et du réflexe atavique des oies qui se nourrissent abondamment en prévision de la migration d'hiver. Une de ces techniques consiste à les nourrir avec du grain à volonté dès la naissance, et de bouillie de maïs roulée dans la mélasse un à deux mois avant l'abattage. Cette nourriture, dont ces animaux « raffolent », est servie en petites quantités à la fois, ce qui déclenche chez eux une certaine peur de manquer et les incite à s’alimenter davantage.
En France, l'entreprise Aviwell, créée en 2015 par des chercheurs toulousains spécialistes du microbiote intestinal, réussit à mettre au point un procédé pour produire des foies de 350 grammes en moyenne, sans gaver l'animal.

### Récompenses et médiatisation
Eduardo Sousa (en), éleveur dans l'Estrémadure (sud-ouest de l'Espagne), adepte de l'élevage en semi-liberté et de l'engraissement sans gavage forcé, s'est vu décerner le prix « Coups de Cœur » 2006 du Salon international de l'alimentation de Paris pour son foie gras « éthique »,. En 2008, il a fait l'objet d'une Conférence TED élogieuse, par le chef américain Dan Barber.

## Controverses et interdictions

### Opposants à cette pratique
Les opposants au gavage sont en général des défenseurs du bien-être animal tels que, en Belgique l'association de défense des animaux Gaia, en France, l'association « L214 Éthique & Animaux » à l'origine de la campagne de sensibilisation « Stop Gavage ».
Les opposants au gavage peuvent tirer argument d'une législation existante (telle que des directives européennes sur le bien être animal) ou de lois traditionnelles (telle que la loi juive qui interdit cette pratique pour cause de douleur faite à un animal). En 2003, la Cour suprême israélienne a interdit le gavage des oies.

### Effets dénoncés

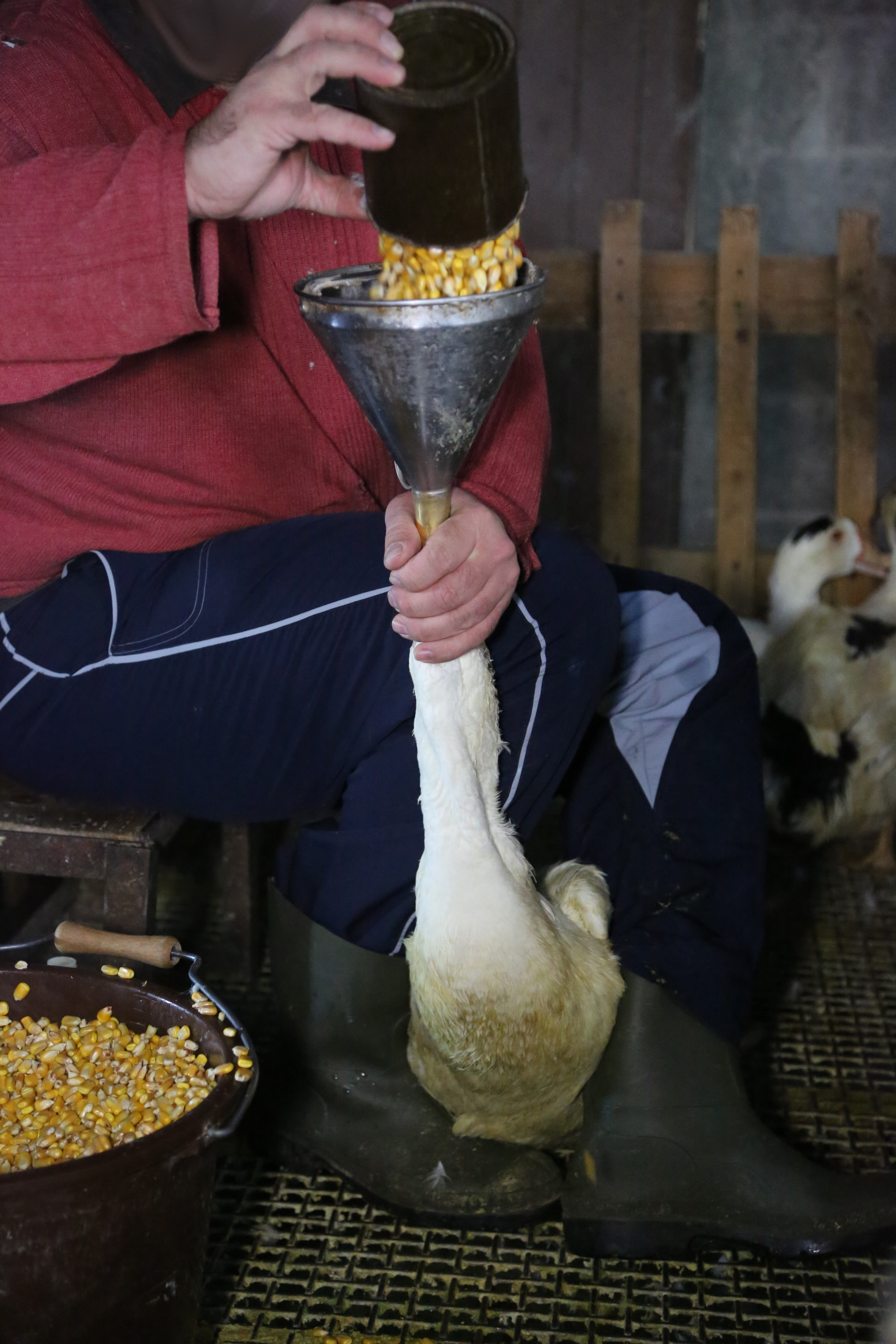
Oie gavée de maïs pour la production de foie gras.

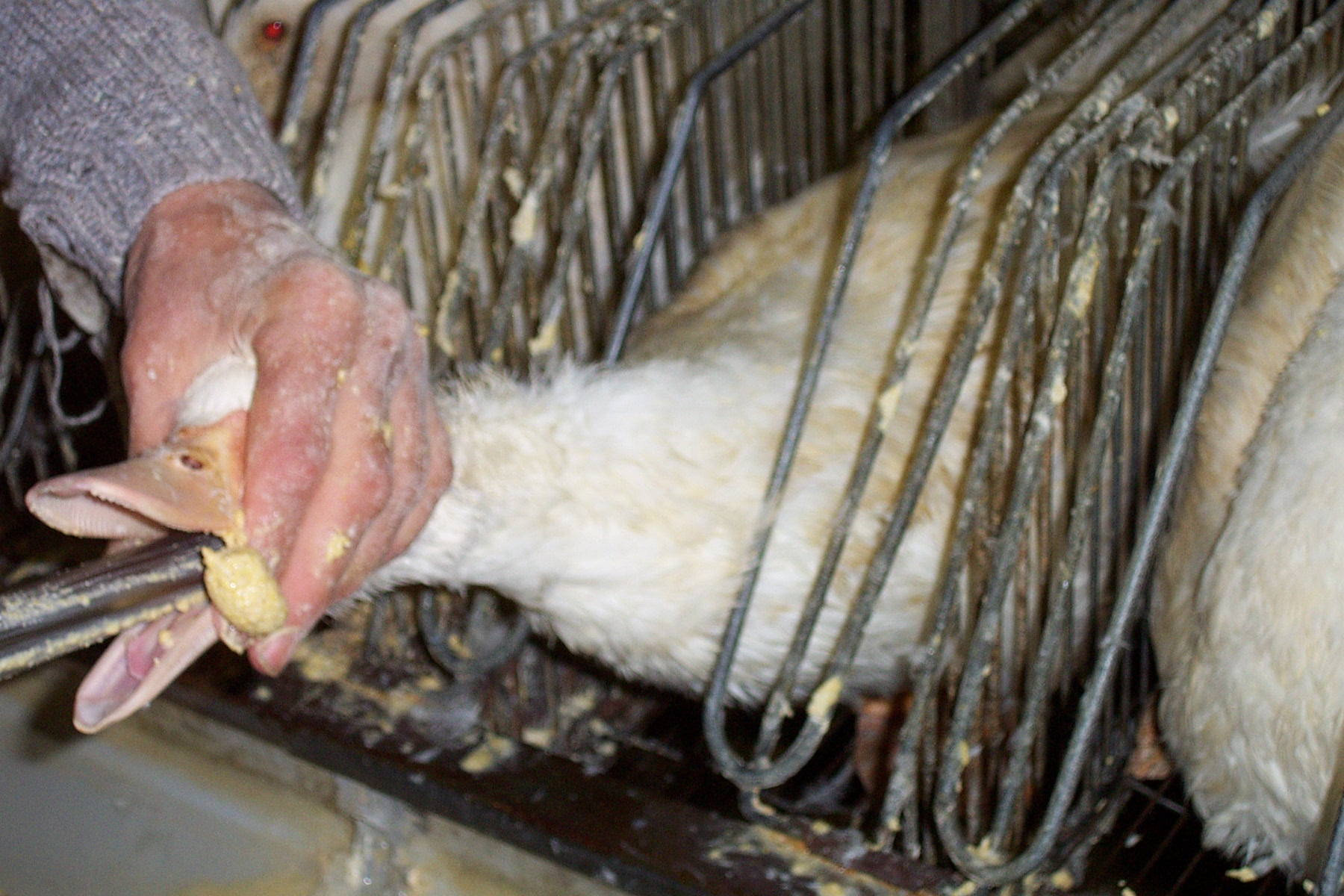
Canard mulard élevé en batterie et gavé pour la production de foie gras.

Selon des experts de la Commission européenne (le Comité scientifique sur la santé animale et le bien-être des animaux),, les volatiles soumis au gavage peuvent souffrir de divers maux dus à la compression des organes jouxtant le foie, ainsi que des problèmes de régulation thermique, de halètement, de fatigue, ou de dysenterie. D'autres pathologies pourraient se développer, comme des maladies dues à l’engorgement du foie ou la déminéralisation des os, auxquelles peuvent s’ajouter des blessures dues au passage de l’embuc. La mortalité des animaux soumis au gavage est ainsi six fois plus élevée que durant la période d’élevage,.
La Directive européenne du 20 juillet 1998 dispose en effet qu'« aucun animal n'est alimenté ou abreuvé de telle sorte qu'il en résulte des souffrances ou des dommages inutiles » ; alors que selon le rapport du Comité scientifique de la Commission Européenne de la santé et du bien-être des animaux (16 décembre 1998), constatant que le taux de mortalité en cours de gavage serait multiplié par dix ou vingt, que le « niveau de stéatose (obtenu) pourrait être considéré pathologique » et que la « quantité importante d'aliments intubés rapidement au cours du procédé de gavage provoquerait une distension de l'œsophage, une augmentation de la production thermique et du halètement, et l'excrétion de matières fécales semi-liquides », conclut que « le gavage, comme il est pratiqué aujourd'hui, est préjudiciable au bien-être des oiseaux ».
Les associations qui s'opposent au gavage des volatiles affirment que le foie gras est l'organe malade d'une oie ou d'un canard et entendent dénoncer la stratégie de la filière : entourer le foie gras d'une aura de luxe et de magie, éviter méticuleusement toute référence au gavage et aux souffrances qui y seraient liées. Selon un sondage « CSA / SNDA (Société nationale pour la défense des animaux) et Stop gavage (L214) » des 9 et 10 novembre 2009, 44 % des Français sont contre le gavage des oies et des canards et 63,2 % pensent que cette pratique est cause de souffrance pour ces animaux.

### Position des éleveurs et producteurs
En France, les éleveurs-producteurs et industriels du foie gras réunis en comité, le CIFOG, et soutenus par des études qu'ils financent en partie (de l'INRA notamment), affirment que le gavage repose sur un principe d'engraissement naturel des oiseaux migrateurs et que la stéatose hépatique qui en résulte n'est donc pas de nature pathologique, et est même réversible (diminution du foie si arrêt du gavage). Ces affirmations sont débattues par les opposants au gavage puisque les canards élevés sont issus d'espèces non-migratoires (canard de Barbarie et cane de Pékin), pour eux, la graisse est censée se répartir naturellement sous la peau et non rester dans le foie, or la répartition dépend directement des souches de canards utilisées. Le foie des oiseaux synthétise les lipides pour en transporter ensuite une partie jusqu'au tissu adipeux, mais l'alimentation de gavage est déséquilibrée en protéines dans le but de garder une plus grande partie des lipides dans le foie,.
D'autres travaux ont également conclu que le gavage ne provoquait pas de stress sur les canards puisque la corticostérone (hormone de stress) dans le sang n'augmentait pas,. La méthodologie de ces travaux a été contestée, notamment sur le fait que la mortalité durant le gavage n'avait pas été prise en compte.
Le CIFOG milite pour que le gavage soit protégé au titre de l'exception culturelle et fait preuve de plus de transparence auprès des consommateurs. Face aux réclamations de défenseurs des animaux et à d'autres attentes du public, certains éleveurs-producteurs de foie gras ont décidé la mise en place de labels assurant une origine géographique (par exemple pour un foie gras IGP du Sud Ouest, l'animal doit être gavé avec du maïs récolté dans le Sud Ouest) et, pour certains, une interdiction d'avoir gardé l'animal dans une cage individuelle. Les cages individuelles sont interdites en Europe en 1999, laissant aux éleveurs jusqu'à fin 2010 pour se mettre en conformité.

### Interdiction du gavage dans le monde

Pays et régions qui interdisent le gavage des animaux
Principaux pays et régions productrices de foie gras

Contrairement à l'engraissement naturel qui est autorisé partout dans le monde, le gavage lui est interdit dans plusieurs pays, soit en vertu des lois générales de protection animale, soit du fait d'interdictions spécifiques. Il est notamment interdit en Argentine, Californie (États-Unis),, Israël, Norvège, Suisse, Turquie. L'Union européenne s'oppose à cette pratique dès 1998 à travers une directive sur la protection des animaux dans les élevages, qui stipule qu'« aucun animal n'est alimenté ou abreuvé de telle sorte qu'il en résulte des souffrances ou des dommages inutiles » (Point 14 de l'annexe). Une recommandation complétant le document préconise « l'interdiction du gavage partout où il n'est pas déjà pratiqué ». Cette directive européenne conduit à l'interdiction du gavage en Pologne en 1999, cinquième plus gros producteur de foie gras à l'époque. Presque tous les pays de l'Union européenne respectent cette directive à l'exception de cinq pays : la France, l'Espagne, la Belgique (Wallonie), la Hongrie et la Bulgarie. En 2021, le Parlement européen demande à la Commission européenne de faire des propositions « visant à interdire le gavage cruel et inutile des canards et des oies pour la production de foie gras ».
Aux États-Unis, où les importations de foie gras en 2011 ont été « quasi nulles », la situation est mitigée mais peu ambiguë, il existe d'ailleurs une production de foie gras sans gavage,. Le 30 septembre 2004, sous la pression d’associations de défense des animaux, le Parlement de Californie a voté une loi d'interdiction de production et de commercialisation du foie gras obtenu par gavage, des oies et des canards avec effet au 1er juillet 2012. Cette loi, signée par l'ancien gouverneur Arnold Schwarzenegger, qui invoque « le traitement « inhumain » réservé aux canards et aux oies durant la période de gavage », laissait sept ans aux producteurs pour trouver une alternative au gavage. Le foie gras français est ré-autorisé en 2015, puis à nouveau interdit en septembre 2017 par une cour d’appel fédérale située près de Los Angeles, car « jugé cruel pour les animaux ». Le 7 janvier 2019, la Cour suprême des États-Unis valide l'interdiction du foie gras issu d'animaux gavés en Californie, mettant un terme à une longue bataille judiciaire entre défenseurs du foie gras et militants de la cause animale.
Une législation du même type est à l'étude dans l'État de New York. Pendant deux ans, à compter du 22 août 2006, la vente du foie gras a été illégale à Chicago. Toutefois, l'interdiction a été levée le 14 mai 2008. Depuis 2009, une taxe de 100 % est instaurée sur le foie gras français en représailles contre l'embargo européen sur la viande de bœuf américaine élevée aux hormones de croissance. En novembre 2019, le conseil municipal de la ville de New York adopte un texte interdisant la commercialisation de foie gras à partir de 2022. Il sera formellement interdit à tout établissement de vendre, servir ou même stocker du foie gras. Les contrevenants s'exposeront à une amende de 500 à 2 000 $ (entre 448 et 1 800 €), renouvelable toutes les 24 heures. L'interdiction a toutefois été annulée car elle ne respectait pas la loi de l'État de New york.
L'Inde, à la longue tradition de protection animale, est le premier pays à interdire les importations de foie gras sur son territoire, en 2014, à la suite d'une forte pression des associations de protection des animaux. La ville brésilienne de Sao Paulo, la plus peuplée d'Amérique du sud, interdit en 2015 la vente de foie gras. Cette interdiction est annulée en 2016.